# Dubai Tennis Championships 2020
Dubai Tennis Championships 2020 var den 28:e upplagan för herrar och den 20:e upplagan för damer av Dubai Tennis Championships, en tennisturnering spelad utomhus på hard court i Dubai, Förenade Arabemiraten. Turneringen var en del av 500 Series på ATP-touren 2020 och Premier på WTA-touren 2020.
Turneringen spelades på Aviation Club Tennis Centre mellan den 17–22 februari för damer och mellan den 24–29 februari 2020 för herrar.

## Mästare

### Herrsingel
- Novak Djokovic besegrade  Stefanos Tsitsipas, 6–3, 6–4

### Damsingel
- Simona Halep besegrade  Elena Rybakina, 3–6, 6–3, 7–6(7–5)

### Herrdubbel
- John Peers /  Michael Venus besegrade  Raven Klaasen /  Oliver Marach, 6–3, 6–2

### Damdubbel
- Hsieh Su-wei /  Barbora Strýcová besegrade  Barbora Krejčiková /  Zheng Saisai, 7–5, 3–6, [10–5]